# Права человека в Эфиопии
По данным доклада Государственного департамента США о правах человека в 2004 году работа правительства Эфиопии в отношении защиты прав человека и развития человеческого потенциала оставляет желать лучшего. По данным этого же департамента полиция и силы безопасности не раз незаконно задерживали, преследовали, подвергали пыткам и даже убивали многих членов оппозиции, демонстрантов и повстанцев. Тысячи подозреваемых остаются под стражей без предъявления обвинения. Условия содержания в тюрьмах ужасны. Не раз силы правопорядка игнорировали право человека на личную жизнь и проводили обыски без предъявления ордера. Несмотря на то, что в 2004 году было арестовано меньшее число журналистов по сравнению с предыдущими годами, правительство продолжает ограничивать свободу прессы. Также правительство ограничивает свободу собраний, особенно групп оппозиционеров, при этом не раз стражи порядка применяли излишнюю силу для разгона демонстрантов. Распространена экономическая и сексуальная эксплуатация детей, равно как и торговля людьми. Насущной проблемой также является принудительный детский труд.
В отношении свободы вероисповедания проводится более лояльная политика, хотя местные органы власти время от времени вмешиваются в межрелигиозные отношения. Нередко это приводит к обострению отношений между приверженцами различных конфессий.
Согласно докладу организации Human Rights Watch, опубликованному в июне 2008 года, во время операций в Огадене эфиопская армия часто применяла пытки, казни и изнасилования, считая это частью антиповстанческой компании.
| Основные документы ООН | Участие Эфиопии           | Основные документы Афросоюза                   | Участие Эфиопии         |
| Международная конвенция о ликвидации всех форм расовой дискриминации                                                                    | Присоединение в 1976 году | Африканская хартия прав человека и народов     | Ратификация в 1998 году |
| Международный пакт о гражданских и политических правах                                                                                  | Присоединение в 1993 году | Протокол Мапуту                                | Подписан в 2004 году    |
| Факультативный протокол к Международному пакту о гражданских и политических правах                                                      | Не подписан               | Африканская хартия прав и благополучия ребёнка | Ратификация в 2002 году |
| Второй Факультативный протокол к Международному пакту о гражданских и политических правах                                               | Не подписан               | .                                              | .                       |
| Международный пакт об экономических, социальных и культурных правах                                                                     | Присоединение в 1993 году | .                                              | .                       |
| Конвенция о ликвидации всех форм дискриминации в отношении женщин                                                                       | Ратификация в 1981 году   | .                                              | .                       |
| Факультативный протокол к Конвенции о ликвидации всех форм дискриминации в отношении женщин                                             | Не подписан               | .                                              | .                       |
| Конвенция против пыток и других жестоких, бесчеловечных или унижающих достоинство видов обращения и наказания                           | Присоединение в 1994 году | .                                              | .                       |
| Факультативный протокол к Конвенции против пыток и других жестоких, бесчеловечных или унижающих достоинство видов обращения и наказания | Не подписан               | .                                              | .                       |
| Конвенция о правах ребёнка | Присоединение в 1991 году | .                                              | .                       |
| Факультативный протокол к Конвенции о правах ребёнка, касающийся участия детей в вооружённых конфликтах                                 | Подписан в 2010 г.        | .                                              | .                       |
| Факультативный протокол к Конвенции о правах ребёнка, касающийся торговли детьми, детской проституции и детской порнографии             | Не подписан               | .                                              | .                       |
| Международная конвенция о защите прав всех трудящихся-мигрантов и членов их семей                                                       | Не подписана              | .                                              | .                       |
| Конвенция о правах инвалидов | Ратификация в 2010 году   | .                                              | .                       |
| Факультативный протокол к Конвенции о правах инвалидов                                                                                  | Не подписан               | .                                              | .                       |